# Puya humilis
Puya humilis är en gräsväxtart som beskrevs av Carl Christian Mez. Puya humilis ingår i släktet Puya och familjen Bromeliaceae. Inga underarter finns listade i Catalogue of Life.

## Bildgalleri

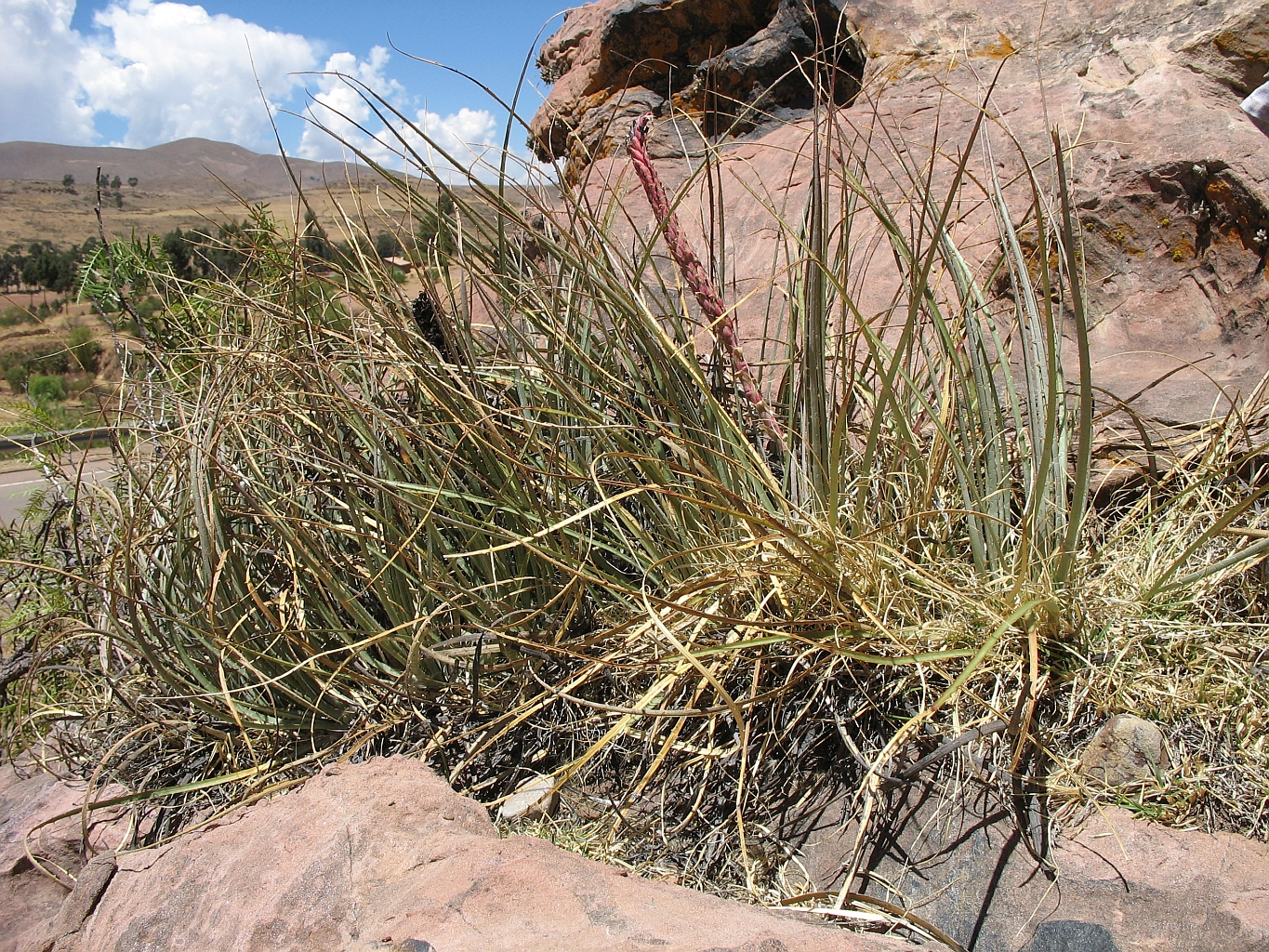